# چنگر آندی
چنگر آندی یا چنگر سنگی‌رنگ با نام علمی Fulica ardesiaca، پرنده‌ای از سردهٔ چنگران است که در باتلاق‌ها و دریاچه‌های آب شیرین آرژانتین، بولیوی، پرو، اکوادور، شیلی و کلمبیا یافت می‌شود.